# Romney, Hythe and Dymchurch Railway
| Ein Zug der RH&DR bei Dungeness |                      |                       |                       |
| Streckenlänge: | 21,7 km              |                       |                       |
| Spurweite: | 381 mm (Liliputbahn) |                       |                       |
| |                      |                       |                       |
| \| \| \| Hythe \| \| \| \| Prince of Wales Halt \| \| \| \| Botolph’s Bridge Halt \| \| \| \| Burmarsh Road \| \| \| \| Dymchurch \| \| \| \| Golden Sands Halt \| \| \| \| St Mary’s Bay \| \| \| \| Romney Warren Halt \| \| \| \| New Romney \| \| \| \| Greatstone Dunes \| \| \| \| Maddieson’s Camp \| \| \| \| Romney Sands \| \| \| \| Lade \| \| \| \| The Pilot Inn \| \| \| \| Britannia Points Halt \| \| \| \| Dungeness \| |                      |                       |                       |
| Kopfbahnhof Streckenanfang |                      | Hythe                 | Hythe                 |
| ehemaliger Haltepunkt / Haltestelle |                      | Prince of Wales Halt  | Prince of Wales Halt  |
| ehemaliger Haltepunkt / Haltestelle |                      | Botolph’s Bridge Halt | Botolph’s Bridge Halt |
| ehemaliger Haltepunkt / Haltestelle |                      | Burmarsh Road         | Burmarsh Road         |
| Bahnhof |                      | Dymchurch             | Dymchurch             |
| ehemaliger Haltepunkt / Haltestelle |                      | Golden Sands Halt     | Golden Sands Halt     |
| Bahnhof |                      | St Mary’s Bay         | St Mary’s Bay         |
| Haltepunkt / Haltestelle |                      | Romney Warren Halt    | Romney Warren Halt    |
| Bahnhof |                      | New Romney            | New Romney            |
| ehemaliger Bahnhof |                      | Greatstone Dunes      | Greatstone Dunes      |
| ehemaliger Haltepunkt / Haltestelle |                      | Maddieson’s Camp      | Maddieson’s Camp      |
| Bahnhof |                      | Romney Sands          | Romney Sands          |
| ehemaliger Haltepunkt / Haltestelle |                      | Lade                  | Lade                  |
| ehemaliger Bahnhof |                      | The Pilot Inn         | The Pilot Inn         |
| ehemaliger Haltepunkt / Haltestelle |                      | Britannia Points Halt | Britannia Points Halt |
| |                      | Dungeness             |                       |

Die Romney, Hythe and Dymchurch Railway (RH&DR) ist eine 21,7 Kilometer (13,5 Meilen) lange, in einer Spurweite von 381 Millimetern (15 Zoll) ausgeführte Eisenbahnstrecke in Südengland. Sie führt von Hythe, einem der Cinque Ports,  über Dymchurch und New Romney nach Dungeness. Trotz der kleinen Spurweite dient die Liliputbahn fast ganzjährig dem öffentlichen Verkehr. Sie ist keine Parkeisenbahn und versteht sich auch nicht als Museumsbahn.

## Geschichte
Ursprünglich kam die Idee für den Bau einer 15-Zoll-Bahn für den öffentlichen Verkehr von zwei wohlhabenden britischen Herrenfahrern und Eisenbahnfans. Graf Louis Zborowski und Captain J.E.P. Howey besaßen beide auf ihren privaten Landsitzen Liliputbahnen mit 381 mm Spurweite und beschlossen, nach diesen Vorbildern eine Strecke für den öffentlichen Verkehr zu bauen und zu betreiben. Zunächst wollten sie dafür die Ravenglass and Eskdale Railway erwerben, allerdings erfolglos. Danach entschieden sich beide für den völligen Neubau einer Strecke und begannen mit der Suche nach einem geeigneten Gebiet. Graf Zborowski hatte dafür bereits zwei Lokomotiven bestellt. Er verunglückte jedoch 1924 bei einem Autorennen tödlich und Howey verfolgte die gemeinsamen Pläne alleine weiter. Ein geeignetes Gelände fand er schließlich im flachen Marschland an der Küste rund um New Romney südwestlich von Folkestone. Für den Bau gründete Howey die Romney, Hythe & Dymchurch Railway Company. Im Januar 1926 begann der Bau zwischen Hythe und New Romney, die Eröffnung fand am 16. Juli 1927 statt. Der Streckenbau erweckte große öffentliche Aufmerksamkeit, unter anderem besuchte der spätere König Georg VI. während des Baus am 5. August 1926 die Strecke und fuhr mit dem ersten offiziellen Zug auf einem bereits fertiggestellten Abschnitt. Pläne, die Strecke von Hythe bis zum Bahnhof Sandling zu verlängern und so den Anschluss an das Netz der Southern Railway herzustellen, wurden aufgrund der dafür nötigen erheblichen Steigungen nicht weiter verfolgt.
Howey entschloss sich, stattdessen die Strecke von New Romney bis nach Dungeness zu verlängern. Die Verlängerung wurde 1928 eröffnet, wie bereits die erste Teilstrecke wurde sie zweigleisig ausgeführt. Für den Betrieb beschaffte Howey neun Dampflokomotiven (sieben Pacifics (Achsfolge 2’C1’) und zwei Mountains (2'D1')). Letztere sind die einzigen je in Großbritannien im öffentlichen Eisenbahnverkehr eingesetzten Dampflokomotiven mit dieser Achsfolge.

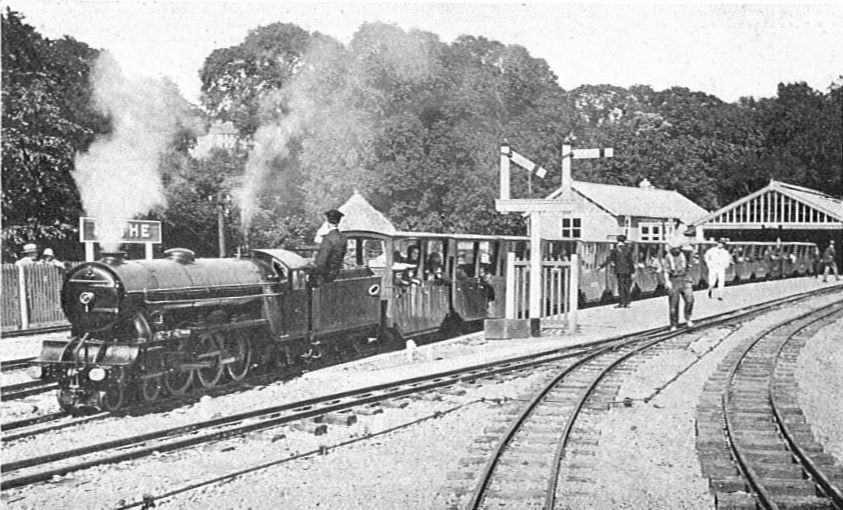
Ein Zug verlässt Hythe, um 1928

Zur Zeit ihrer Eröffnung war die RH&DR weltweit die öffentliche Eisenbahn mit der kleinsten Spurweite und wurde daher auch als „Smallest Public Railway in the World“ vermarktet. Genutzt wurde sie von Einheimischen und vor allem im Sommer von Urlaubern und Badegästen. Howey versuchte auch, die Bahn für den Güterverkehr zu nutzen und 1937 gab es kurze Zeit spezielle Fischtransporte vom Hafen Dungeness nach Hythe. Auf Dauer blieb lediglich der innerbetriebliche Güterverkehr erhalten, vorwiegend mit Materialien zur Streckenunterhaltung.

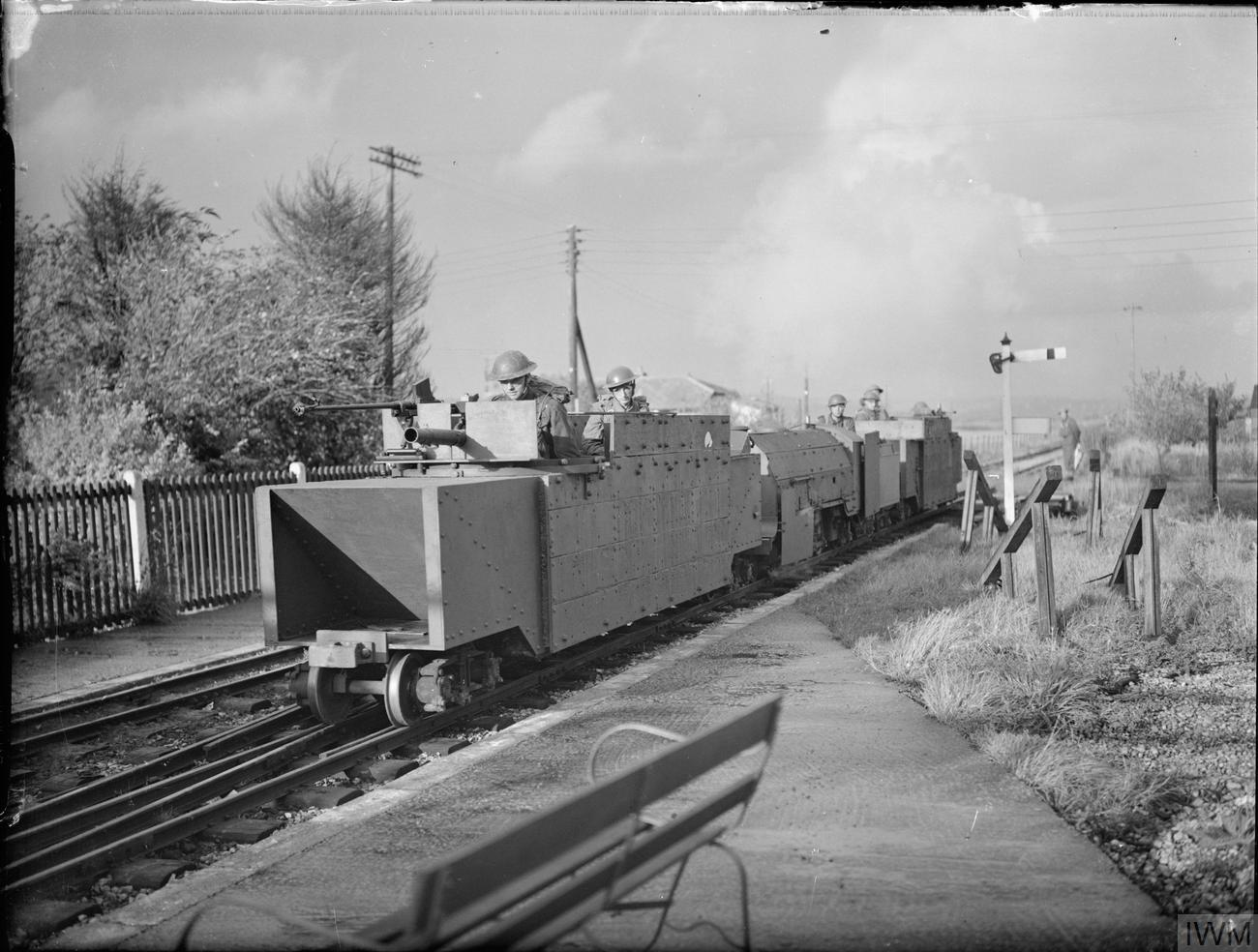
Gepanzerter Zug auf der RH&DR während des Krieges

Zu Beginn des Zweiten Weltkriegs übernahm das britische Militär den Betrieb der Bahn, da die Strände zwischen Hythe und Dungeness als einer der möglichen Landeplätze während einer deutschen Invasion galten. Eine der Mountain-Lokomotiven wurde gepanzert und bespannte den wohl kleinsten je auf einer Eisenbahn betriebenen Panzerzug. Die geringe Größe des Zuges war angeblich die Ursache für den Absturz eines deutschen Flugzeuges: Der Pilot soll angesichts des kleinen Zugs seinen Abstand zum Boden falsch eingeschätzt und deswegen zu tief geflogen sein. Die Bahn diente außerdem zur Versorgung der Stützpunkte und Befestigungen in diesem Bereich der südenglischen Küste. Vor allem während der Operation PLUTO, bei der die Alliierten nach der Landung in der Normandie im Oktober 1944 eine Unterwasserpipeline ab Dungeness nach Cherbourg verlegten, wurde die Strecke umfangreich genutzt. Sie erlitt durch deutsche Luftangriffe mehrere Beschädigungen. Nach dem Krieg baute die Bahngesellschaft das zweite Gleis zwischen New Romney und Dungeness ab, um Ersatzteile und Schienen zu gewinnen.
1946 nahm die Bahn den zivilen Betrieb wieder auf, zunächst nur zwischen Hythe und New Romney. Die Strecke bis Dungeness wurde 1947 wiedereröffnet; zur Einweihung durchtrennten als Ehrengäste Stan Laurel und Oliver Hardy das Band.
In den 1950er und 1960er Jahren florierte der Tourismus an der englischen Südküste und die Romney, Hythe and Dymchurch Railway profitierte als beliebtes Ausflugsziel wie auch als Verkehrsmittel zwischen den bedienten Badeorten. 1957 benutzte auch Königin Elisabeth II. mit ihrer Familie die Bahn.
Zunehmend reisten britische Urlauber mit der Entwicklung des Pauschalreisemarktes und der Strahlflugzeuge zu wärmeren Zielen in Südeuropa; die inländische Nachfrage sank. Nach dem Tod von Captain Howey im September 1963 wechselte die Bahn mehrfach den Eigentümer. Diese Wechsel und die bereits zuvor vernachlässigte Unterhaltung brachten die Bahn Anfang der 1970er Jahre in eine Existenzkrise. Der britische Bauunternehmer und Eisenbahnfan William McAlpine (1936–2018) gründete daraufhin 1972 ein Konsortium, das die Bahn übernahm und erheblich in die Aufarbeitung von Strecke und Fahrzeugpark investierte. Ziel war es, die Bahn entsprechend der Intentionen der beiden Gründer wieder als reguläre, auch für Alltagsverkehre geeignete Bahngesellschaft zu etablieren. Die Eigentümergesellschaft umfasst mehrere hundert Anteilseigner, die das Anrecht der Freifahrt besitzen und freiwillig auf Dividenden verzichten. Seitdem wird das fest angestellte, etwa 35 Mitarbeiter umfassende Personal durch Freiwillige und Mitglieder der zur ideellen Unterstützung gegründeten Romney, Hythe & Dymchurch Railway Association unterstützt.

## Strecke und Betriebsstellen

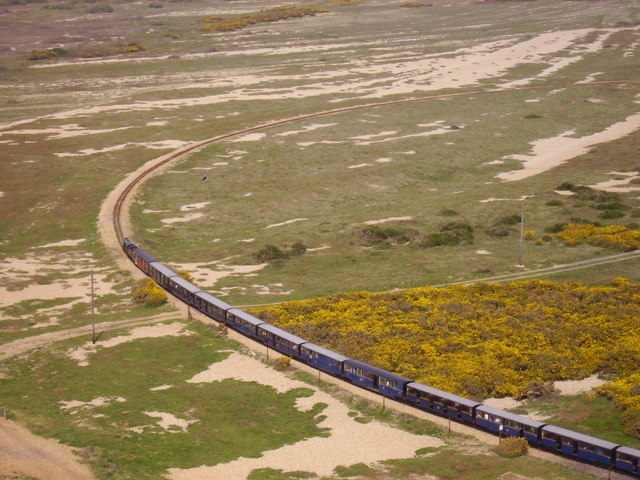
Blick vom alten Leuchtturm von Dungeness auf die Strecke

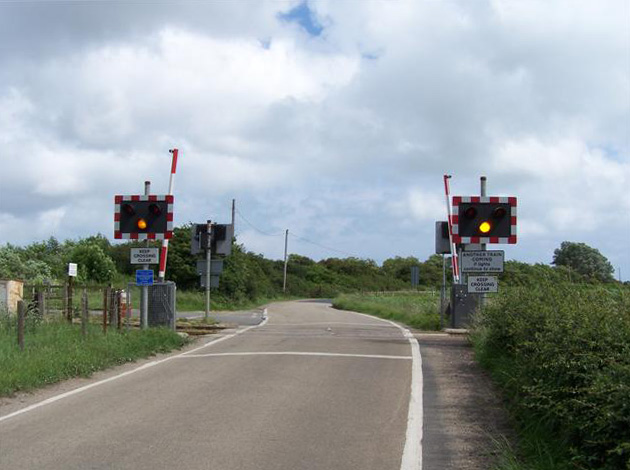
Mit Halbschranken nachgerüsteter Bahnübergang der RH&DR

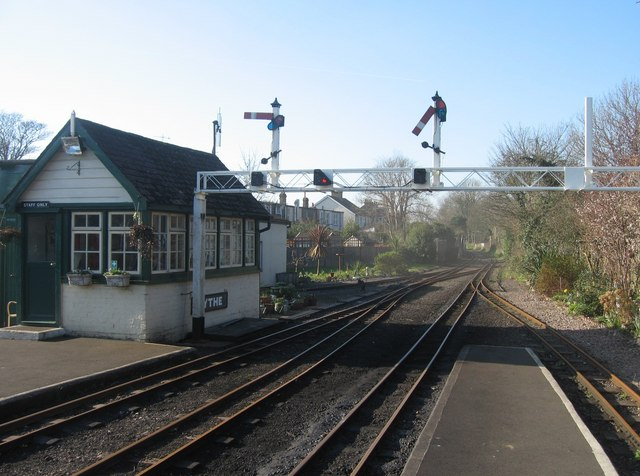
Stellwerk und Signalbrücke in Hythe

Die Strecke verläuft von Hythe weitgehend parallel zur Küstenlinie bis zum Südende der Romney Marsh bei Dungeness. Daher existieren keine nennenswerten Steigungen oder enge Kurven und die Züge erreichen für eine Bahn dieser Spurweite beträchtliche Geschwindigkeiten. Zulässig sind maximal 25 mph, umgerechnet rund 40 km/h. Orientiert an der maßstäblichen Verkleinerung der 381-mm-Spur gegenüber der Normalspur entspricht das gut 150 km/h. Die fahrplanmäßige Reisegeschwindigkeit liegt bei knapp 22 km/h. Größere bediente Orte sind Hythe, Dymchurch und New Romney, die übrigen Halte bedienen kleinere Strandsiedlungen und Ferienanlagen.
Von Hythe bis New Romney ist die Strecke zweigleisig, im weiteren Verlauf eingleisig. Zum Drehen der eingesetzten Schlepptenderlokomotiven befinden sich in Hythe und New Romney Drehscheiben, das Streckenende in Dungeness ist in Form einer großen Wendeschleife erbaut. Sicherungstechnisch besitzt die gesamte Strecke im Maßstab 1:3 verkleinerte Signalanlagen nach britischem Vorbild. Abgesehen von verschiedenen Farmwegen besitzt die Strecke derzeit dreizehn Bahnübergänge mit öffentlichen Straßen. Trotz zugbedienter technischer Sicherung ereigneten sich einige Unfälle, 2003 und 2005 mit tödlichem Ausgang. Seit dem 22. März 2017 sind alle 13 Übergänge mit automatischen Halbschranken ausgestattet.
Betriebsstellen
Die Bahnstrecke besitzt derzeit folgende Bahnhöfe und Haltestellen:
- Hythe
- Dymchurch
- St Mary’s Bay
- Warren Halt (nur für Züge zum dortigen Romney Marsh Visitor Centre)
- New Romney
- Romney Sands
- Dungeness

Die Bahnhöfe in Hythe und New Romney besitzen umfangreiche Gleisanlagen und sind mit Bahnsteighallen ausgestattet.
Weitere Haltepunkte waren beim Bau in den 1920er Jahren eingerichtet worden, wurden aber bald überwiegend aufgrund mangelnder Nachfrage stillgelegt. Bis Juli 2015 wurde durch die Schülerzüge noch der Haltepunkt Burmarsh Road bedient. Während des Zweiten Weltkriegs erbaute die British Army mehrere kurze Ladegleise und Zweigstrecken zur Versorgung ihrer Einrichtungen. Diese wurden nach Kriegsende bald wieder demontiert.

## Fahrplan
Aufgrund der saisonal sehr schwankenden Nachfrage bietet die Romney, Hythe and Dymchurch Railway je nach Wochentag und Monat einen unterschiedlichen Fahrplan an. In der Hochsaison im Sommer verkehren die Züge alle 45 Minuten, dagegen verkehren in den Wintermonaten abgesehen von den Wochenenden in der Weihnachtszeit keine fahrplanmäßigen Züge.  Bis Juli 2015 gab es zusätzlich an Wochentagen ein Schülerzugpaar mit Diesellokomotiven, das abgesehen von den Schulferien und Wochenenden das ganze Jahr über fuhr. Die Bahn besaß dafür einen Vertrag mit der zuständigen Behörde der Grafschaft Kent, der aufgrund rückläufiger Nachfrage von dieser gekündigt wurde. Darüber hinaus verkehren zu diversen Anlässen Sonderzüge, ebenso können einzelne Wagen oder ganze Züge für besondere Anlässe wie etwa Hochzeiten oder Firmenausflüge angemietet werden. Pro Jahr benutzen rund 100.000 Fahrgäste die Bahn.

## Fahrzeugpark
Zur Betriebsaufnahme hatte Graf Zborowski bereits zwei Dampflokomotiven bestellt. Captain Howey beschaffte in den Folgejahren weitere Dampflokomotiven, bis sich der Bestand vor dem Zweiten Weltkrieg auf neun Schlepptenderlokomotiven belief. Die meisten Lokomotiven wurden nach Entwürfen von Henry Greenly beim britischen Maschinenbauer Davey, Paxman & Co. in Colchester hergestellt und orientierten sich äußerlich am Vorbild der bekannten Schnellzuglokomotiven der LNER-Klasse A1. Zwei Pacifics entstanden bei der Yorkshire Engine Company nach Vorbildern kanadischer Lokomotiven. Mit ihren größeren Führerhäusern sollten sie im Winter dem Personal einen besseren Schutz bieten. Eine weitere Dampflokomotive mit der Achsfolge B, die bei Krauß & Comp. in München beschafft worden war, diente als Baulokomotive und wurde 1933 verkauft. Als Schrott verkauft entging sie der Zerlegung und wurde 1972 von William McAlpine zurückerworben. Mitte der 1970er Jahre beschaffte die Bahn eine elfte Dampflokomotive in Form einer bei Krupp 1937 nach dem Vorbild der Martens’schen Einheitsliliputlok erbauten Maschine, die zuvor auf Bahnen in Köln und Düsseldorf gefahren war. Alle Lokomotiven besitzen eine individuelle Farbgebung, meist in den Farben ehemaliger britischer Eisenbahngesellschaften. Die RH&DR tauscht bei besonderen Anlässen auch Gastlokomotiven mit anderen 381-mm-Strecken, beispielsweise der Ravenglass and Eskdale Railway oder der Evesham Vale Light Railway.
Bereits vor dem Krieg experimentierte Howey mit verschiedenen Lokomotiven mit Verbrennungsmotoren. Unter anderem ließ er seinen Rolls-Royce Silver Ghost zu einer Motorlokomotive umbauen, die bis 1961 gelegentlich eingesetzt wurde. Während des Kriegs brachte die Armee ebenfalls eine kleine Diesellokomotive zum Einsatz. Seit 1983 bzw. 1989 stehen zwei größere Diesellokomotiven im Dienst, die während des Winterhalbjahrs die Revision der Dampflokomotiven erleichtern und bis 2015 vorwiegend die Schülerzüge übernahmen. Außerdem besitzt die Bahn drei kleine Diesel- und Benzinlokomotiven, die als Rangierlokomotiven und Arbeitsfahrzeuge verwendet werden.
Die Bahn besitzt außerdem einen umfangreichen Wagenpark. Darunter befinden sich auch ein „Royal Saloon“, ein Pullmanwagen und ein Barwagen. Ein Teil der Wagen ist offen und wird nur im Sommer eingesetzt. Je nach Bauart haben die Wagen 16 bis 20 Sitzplätze.
| Nummer | Name              | Bild              | Vorbild, Farbgebung                                                                            | Antriebsart      | Achsfolge | Erbauer                  | Baujahr | Anmerkungen                                                    |
| ------ | ----------------- | ----------------- | ---------------------------------------------------------------------------------------------- | ---------------- | --------- | ------------------------ | ------- | -------------------------------------------------------------- |
| 1      | Green Goddess     | Green Goddess     | LNER-Klasse A1, in LNER-Grün                                                                   | Dampf            | 2’C1’ h2  | Davey Paxman & Co.       | 1925    |                                                                |
| 2      | Northern Chief    | Northern Chief    | LNER-Klasse A1, Brunswick Green (Farbe von British-Rail-Dampflokomotiven in den 1950er Jahren) | Dampf            | 2’C1’ h2  | Davey Paxman & Co.       | 1925    |                                                                |
| 3      | Southern Maid     | Southern Maid     | LNER-Klasse A1, RH&DR-Grün (ursprüngliche Farbgebung bei Ablieferung an die RH&DR)             | Dampf            | 2’C1’ h2  | Davey Paxman & Co.       | 1926    |                                                                |
| 4      | The Bug           | The Bug           | Krauss-Standardlokomotive, ‘Brighton Umber’ der LB&SCR                                         | Dampf            | B h2      | Krauss, München          | 1926    | Zwischen 1933 und 1972 an andere Bahnen verkauft               |
| 5      | Hercules          | Hercules          | Angelehnt an LNER-Klasse A1 mit anderer Achsfolge, Farbgebung der Midland Railway              | Dampf            | 2’D1’ h2  | Davey Paxman & Co.       | 1927    |                                                                |
| 6      | Samson            | Samson            | Angelehnt an LNER-Klasse A1 mit anderer Achsfolge, Great Eastern Blue                          | Dampf            | 2’D1’ h2  | Davey Paxman & Co.       | 1927    |                                                                |
| 7      | Typhoon           | TyphoonNR         | LNER-Klasse A1, Malachitgrün der Southern Railway                                              | Dampf            | 2’C1’ h2  | Davey Paxman & Co.       | 1927    | Ursprünglich Dreizylinderantrieb, Umbau auf zwei Zylinder 1937 |
| 8      | Hurricane         | Hurricane         | LNER-Klasse A1, in LNER-Blau (wie LNER-Klasse A4)                                              | Dampf            | 2’C1’ h2  | Davey Paxman & Co.       | 1927    | Ursprünglich Dreizylinderantrieb, Umbau auf zwei Zylinder 1937 |
| 9      | Winston Churchill | Winston Churchill | Optik an kanadischen Lokomotiven orientiert, kastanienbraune Farbgebung                        | Dampf            | 2’C1’ h2  | Yorkshire Engine Company | 1931    |                                                                |
| 10     | Dr Syn            | Dr Syn            | Optik an kanadischen Lokomotiven orientiert, schwarze Farbgebung                               | Dampf            | 2’C1’ h2  | Yorkshire Engine Company | 1931    |                                                                |
| 11     | Black Prince      | Black Prince      | Einheitsdampflokomotive, schwarz-rote Farbgebung wie Deutsche Reichs- und Bundesbahn           | Dampf            | 2’C1’ h2  | Krupp, Essen             | 1937    | 1976 gebraucht erworben                                        |
| 12     | J.B. Snell        | J.B. Snell        | Schwarz-gelb (Farben der Denver and Rio Grande Western Railroad)                               | Dieselmechanisch | Bo’Bo’    | TMA Engineering          | 1983    | Früher als John Southland bezeichnet                           |
| 14     | Captain Howey     | Captain Howey     | Blau-silber                                                                                    | Dieselmechanisch | Bo’Bo’    | TMA Engineering          | 1989    |                                                                |
| PW1    | Simplex           | Simplex           | Grün                                                                                           | Dieselmechanisch | B         | Motor Rail               | 1938    | Rangierlokomotive                                              |
| PW2    | Scooter           | Scooter           | Grau-gelb                                                                                      | Benzin           | B         | Eigenbau                 | 1949    | Rangierlokomotive                                              |
| PW3    | Red Gauntlet      |                   | Rot                                                                                            | Benzin           | B         | Jacot/Keef               | 1975    | Rangierlokomotive                                              |